# صمد فدایی
صمد فدایی (زادهٔ ۱۳۵۰ در سنقر) نمایندهٔ حوزهٔ انتخابیهٔ سنقر و کلیایی در دورهٔ هشتم مجلس شورای اسلامی بوده‌است.